# Coppa delle nazioni africane Under-23 2023
La Coppa delle nazioni africane Under-23 2023 è stata la quarta edizione della competizione omonima.
Si è tenuta in Marocco dal 24 giugno all’8 luglio 2023, e a vincere sono stati i padroni di casa che hanno battuto in finale l'Egitto per 2-1 dopo i tempi supplementari, portandosi quindi a casa il primo trofeo della competizione eguagliando Gabon, Nigeria e gli stessi egiziani.
Le migliori tre squadre di ogni edizione si qualificano per i Giochi olimpici del 2024, mentre la quarta classificata disputa uno spareggio con una omologa nazionale asiatica. A qualificarsi, oltre alle finaliste, è stato quindi anche il Mali, che ha vinto la finale per il terzo posto contro la Guinea ai rigori.

## Squadre partecipanti
| Squadra             |
| ------------------- |
| Marocco (ospitante) |
| Egitto              |
| Rep. del Congo      |
| Gabon               |
| Ghana               |
| Guinea              |
| Mali                |
| Niger               |

## Stadi
Sono due le città che ospitano il torneo: Rabat e Tangeri per un totale di due stadi.
| Stadio Moulay Abdallah | Stadio di Marrakech |
| Capienza: 65 000       | Capienza: 53 000    |
|                        |                     |

## Fase a gironi

### Gruppo A
| Pos. | Squadra        | Pt | G | V | N | P | GF | GS | DR |
| ---- | -------------- | -- | - | - | - | - | -- | -- | -- |
| 1.   | Marocco        | 9  | 3 | 3 | 0 | 0 | 8  | 2  | +6 |
| 2.   | Guinea         | 4  | 3 | 1 | 1 | 1 | 5  | 4  | +1 |
| 3.   | Ghana          | 4  | 3 | 1 | 1 | 1 | 5  | 8  | -3 |
| 4.   | Rep. del Congo | 0  | 3 | 0 | 0 | 3 | 3  | 7  | -4 |

#### Risultati
| Arbitro: | Omar Abdulkadir Artan |

|                                    |           |           |
| Ezzalzouli 68’ (rig.) 90+8’ (rig.) | Marcatori | 45+2’ Bah |

| Arbitro: | Mahmoud Nagi |

|                                  |           |                       |
| Yeboah 75’ 83’ (rig.) Nuamah 50’ | Marcatori | 87’ Kokolo 87’ Ngatse |

| Arbitro: | Clement Franklin Kpan |

|            |           |                                   |
| Ngatse 40’ | Marcatori | 34’ Camara 87’ Bowamba 87’ Soumah |

| Arbitro: | Patrice Mebiame |

|                                                           |           |             |
| Richardson 7’ Saibari 13’ Begraoui 30’ 53’ Ezzalzouli 48’ | Marcatori | 43’ Mostafa |

| Arbitro: | Mahmoud Nagi |

|  |           |          |
|  | Marcatori | 27’ Taha |

| Arbitro: | Muhammad Elmabrouk |

|            |           |            |
| Fofana 61’ | Marcatori | 33’ Yeboah |

### Gruppo B
| Pos. | Squadra | Pt | G | V | N | P | GF | GS | DR |
| ---- | ------- | -- | - | - | - | - | -- | -- | -- |
| 1.   | Egitto  | 7  | 3 | 2 | 1 | 0 | 3  | 0  | +3 |
| 2.   | Mali    | 6  | 3 | 2 | 0 | 1 | 5  | 2  | +3 |
| 3.   | Niger   | 4  | 3 | 1 | 1 | 1 | 1  | 2  | -1 |
| 4.   | Gabon   | 1  | 3 | 0 | 1 | 2 | 1  | 6  | -5 |

#### Risultati
| Tangeri 25 giugno 2023, ore 18:00 | Egitto         | 0 – 0 | Niger | Stadio di Tangeri\| Arbitro: \| Adalbert Diouf \| |
| Arbitro:                          | Adalbert Diouf |       |       |                                                   |

| Arbitro: | Jalal Jayed |

|                                               |           |                 |
| Sangare 20’ (rig.) Doumbia 41’ Tamboura 90+2’ | Marcatori | 3’ (rig.) Ovono |

| Arbitro: | Lamin Jammeh |

|          |           |  |
| Adel 10’ | Marcatori |  |

| Arbitro: | Youcef Gamouh |

|  |           |                     |
|  | Marcatori | 60’ (rig.) Moumouni |

| Arbitro: | Omar Abdulkadir Artan |

|  |           |                               |
|  | Marcatori | 82’ Saber 90+2’ (rig.) Faisal |

| Arbitro: | Abongile Tom |

|  |           |                                |
|  | Marcatori | 27’ (rig.) Sangare 27’ Doumbia |

## Fase a eliminazione diretta

### Tabellone
|  | Semifinali | Semifinali | Semifinali |        |         | Finale          | Finale          | Finale          |  |
|  |            |            |            |        |         |                 |                 |                 |  |
|  | Marocco    | Marocco    | 2 (4)      |        |         |                 |                 |                 |  |
|  | Marocco    | Marocco    | 2 (4)      |        |         |                 |                 |                 |  |
|  | Mali       | Mali       | 2 (3)      |        |         |                 |                 |                 |  |
|  | Mali       | Mali       | 2 (3)      |        | Marocco | Marocco         | 2 (dts)         |                 |  |
|  |            |            |            |        | Marocco | Marocco         | 2 (dts)         |                 |  |
|  |            |            | Egitto     | Egitto | 1       |                 |                 |                 |  |
|  | Egitto     | Egitto     | Egitto     | Egitto | 1       | 1               |                 |                 |  |
|  | Egitto     | Egitto     |            |        |         | 1               |                 |                 |  |
|  | Guinea     | Guinea     | 0          |        |         | Finale 3º posto | Finale 3º posto | Finale 3º posto |  |
|  | Guinea     | Guinea     | 0          |        |         |                 |                 |                 |  |
|  |            |            |            |        |         |                 |                 |                 |  |
|  |            |            |            |        |         | Mali            | Mali            | 0 (4)           |  |
|  |            |            |            |        |         | Mali            | Mali            | 0 (4)           |  |
|  |            |            |            |        |         | Guinea          | Guinea          | 0 (3)           |  |

### Semifinali
| Arbitro: | Pierre Ghislain Atcho |

|                                         |                      |                            |
| El Ouahdi 14’ El Ouazzani 111’          | Marcatori            | 66’ Diambou 116’ Maiga     |
| Targhalline El Ouazzani Taha Ezzalzouli | Tiri di rigore 4 – 3 | Traoré Diallo Bah Diomandé |

| Arbitro: | Abongile Tom |

|            |           |  |
| Shehata 8’ | Marcatori |  |

### Finale 3º posto
| Arbitro: | Youcef Gamouh |

|                                   |                      |                                         |
| Maiga Diambou Diallo Diomandé Bah | Tiri di rigore 4 – 3 | F.Camara A.Camara Soumah O.Camara Cissé |

### Finale
| Arbitro: | Peter Waweru |

|                                 |           |           |
| Begraoui 37’ Targhalline 105+3’ | Marcatori | 10’ Saber |